# Arménská vysočina
Arménská vysočina (arménsky Հայկական լեռնաշխարհ, Haykakan leřnašxarh, turecky Ermenistan Yaylası, ázerbájdžánsky Ermənistan yaylası) je soustava horských hřbetů a lávových plošin na pomezí Arménie, Gruzie, Turecka, Íránu a Ázerbájdžánu. Leží jižně od Malého Kavkazu, východně od Anatolské plošiny, severovýchodně od pohoří Taurus, severně od íránského Zagrosu a severozápadně od Talyše a Alborzu. Na okrajích je lemována třemi velkými horskými jezery Van, Sevan a Urūmiyeh. I když na mapě není snadné rozpoznat rozhraní Arménské vysočiny a okolních geomorfologických provincií (zejména od Malého Kavkazu), geologicky se od nich odlišuje: je totiž z velké části sopečného původu. Leží na styku anatolské, íránské a eurasijské tektonické desky.